# Chatterbox (film, 1936)
Pour plus de détails, voir Fiche technique et Distribution.
Chatterbox est un film américain en noir et blanc réalisé par George Nichols Jr., sorti en 1936.

## Synopsis
Jenny Yates est une jeune adolescente naïve et solitaire dont les parents décédés étaient acteurs. Voulant perpétuer la tradition, Jenny réalise son rêve en devenant à son tour une comédienne de théâtre, malgré l'opposition de son grand-père.

## Fiche technique
- Titre original : Chatterbox
- Réalisateur : George Nichols Jr., Dewey Starkey (assistant)
- Musique : Alberto Colombo, Max Steiner, Roy Webb
- Scénario : David Carb, Sam Mintz (en), d'après la pièce de  théâtre Long Ago Ladies de David Carb
- Direction artistique : Van Nest Polglase
- Photographie : Robert de Grasse
- Son : George D. Elli
- Montage : Arthur Schmidt
- Producteur : Robert Sisk (en)
- Société de production et de distribution : RKO Pictures
- Pays de production :  États-Unis
- Langue d'origine : anglais américain
- Format : Noir et blanc — 35 mm — 1,37:1 — son : mono (RCA Victor System)
- Genre : comédie dramatique
- Durée : 68 minutes (1 h 8)
- Date de sortie :
  - États-Unis : 17 janvier 1936

## Distribution
- Anne Shirley : Jenny Yates
- Phillips Holmes : Philip « Phil » Greene Jr.
- Edward Ellis : Uriah Lowell, le grand-père
- Erik Rhodes : M. Archie Fisher
- Margaret Hamilton : Emily Tipton
- Granville Bates : Philip Greene Sr.
- Allen Vincent : M. Harrison
- Lucille Ball : Lillian Temple
- George Offerman Jr. : Michael Arbuckle
- Maxine Jennings : elle-même

Acteurs non crédités
- Richard Abbott : M. Blythe
- Margaret Armstrong : elle-même
- William Gould
- Wilfred Lucas : lui-même
- Mary MacLaren
- Hank Mann
- Max Wagner : lui-même